# Elops lacerta
Elops lacerta är en fiskart som beskrevs av Valenciennes, 1847. Elops lacerta ingår i släktet Elops och familjen Elopidae. IUCN kategoriserar arten globalt som livskraftig. Inga underarter finns listade i Catalogue of Life.